# لاجئو قوارب فيتنام

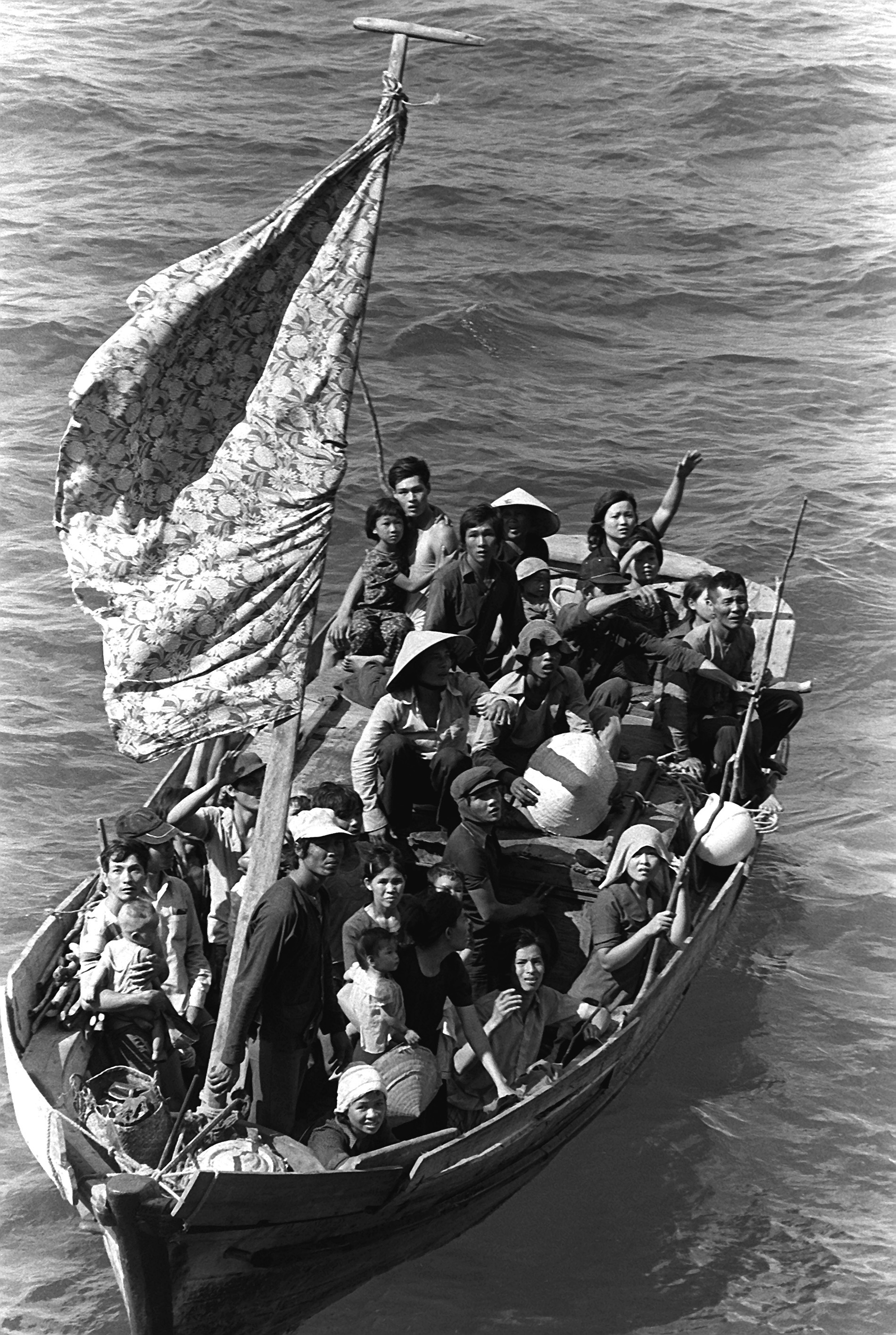
لاجئو قوارب فيتناميين في إنتظار الإنقاذ.

لاجئو قوارب فيتنام أو لاجئو القوارب تشير إلى اللاجئين الذين فروا من فيتنام بالقوارب والسفن بعد نهاية حرب فيتنام في عام 1975. كانت أزمة الهجرة والأزمة الإنسانية في ذروتها في عامي 1978 و 1979 ، لكنها استمرت خلال أوائل التسعينيات. غالبًا ما يستخدم المصطلح أيضًا بشكل عام للإشارة إلى الشعب الفيتنامي الذي غادر بلدهم في نزوح جماعي بين عامي 1975 و 1995.
يقدر عدد الأشخاص الذين غادروا فيتنام بالقوارب ووصلوا بأمان إلى بلد آخر ما يقرب من 800 ألف شخص بين عامي 1975 و 1995.مات العديد من اللاجئين حيث واجهوا خطر القراصنة والقوارب المكتظة والعواصف. فوفقًا لمفوضية الأمم المتحدة السامية لشؤون اللاجئين مات ما بين 200 -400 ألف شخص في البحر. كانت الوجهات الأولى لركاب القوارب هي مواقع جنوب شرق آسيا في هونغ كونغ،إندونيسيا،ماليزيا،الفلبين،سنغافورة وتايلاند. تسببت التوترات الخارجية الناجمة عن نزاع فيتنام مع كمبوديا والصين في عامي 1978 و 1979 في نزوح غالبية شعب هوا من فيتنام الذين فر الكثير منهم بالقوارب إلى الصين.
من مخيمات اللاجئين في جنوب شرق آسيا، أعيد توطين الغالبية العظمى من لاجئى القوارب إلى بلدان أكثر تقدمًا.أعداد كبيرة أعيد توطينهم في الولايات المتحدة،كندا،إيطاليا،أستراليا،فرنسا،ألمانيا الغربية والمملكة المتحدة. تم إعادة عشرات الآلاف إلى فيتنام طواعية أو غير طوعية.